# Stevan Horvat
Stevan Horvat (Svetozar Miletić, 7 de octubre de 1932-28 de mayo de 2018) fue un deportista yugoslavo retirado especialista en lucha grecorromana donde llegó a ser subcampeón olímpico en México 1968.

## Carrera deportiva
En los Juegos Olímpicos de 1968 celebrados en México ganó la medalla de plata en lucha grecorromana estilo peso ligero, tras el luchador japonés Muneji Munemura (oro) y por delante del griego Petros Galaktopoulos (bronce).